# SP Tableware
L'equip SP Tableware va ser un equip de ciclisme grec de categoria continental. Creat el 2007, va desaparèixer després de la temporada de 2014.

## Principals resultats
- Volta a Romania: Aleksei Sxebelin (2009)
- Circuit d'Alger: Ioannis Tamouridis (2012)
- Sibiu Cycling Tour: Víctor de la Parte (2012)
- Tour d'Algèria: Víctor de la Parte (2013)

### A les grans voltes
- Giro d'Itàlia
  - 0 participacions

- Tour de França
  - 0 participacions

- Volta a Espanya
  - 0 participacions

## Classificacions UCI
L'equip participa en els Circuits continentals de ciclisme. La següent classificació estableix la posició de l'equip en finalitzar la temporada.
UCI Àfrica Tour
| Temporada | Classificació per equips | Millor ciclista en la classificació individual |
| --------- | ------------------------ | ---------------------------------------------- |
| 2009      | 13è                      | Ioánnis Tamourídis (55è)                       |
| 2012      | 5è                       | Ioánnis Tamourídis (31è)                       |
| 2013      | 7è                       | Víctor de la Parte (24è)                       |

UCI Àsia Tour
| Temporada | Classificació per equips | Millor ciclista en la classificació individual |
| --------- | ------------------------ | ---------------------------------------------- |
| 2010      | 60è                      | Ioánnis Tamourídis (270è)                      |
| 2011      | 45è                      | Ioánnis Tamourídis (109è)                      |
| 2013      | 42è                      | Víctor de la Parte (95è)                       |
| 2014      | 36è                      | Ioánnis Tamourídis (47è)                       |

UCI Europa Tour
| Temporada | Classificació per equips | Millor ciclista en la classificació individual |
| --------- | ------------------------ | ---------------------------------------------- |
| 2009      | 60è                      | Aleksei Sxebelin (143è)                        |
| 2010      | 55è                      | Ioánnis Tamourídis (152è)                      |
| 2011      | 41è                      | Ioánnis Tamourídis (25è)                       |
| 2012      | 42è                      | Ioánnis Tamourídis (100è)                      |
| 2013      | 61è                      | Geórgios Boúglas (259è)                        |
| 2014      | 59è                      | Geórgios Boúglas (191è)                        |